# Karl Karekin Turekian
Karl Karekin Turekian (Nova Iorque, 25 de outubro de 1927 — 15 de março de 2013) foi um geólogo estadunidense.

## Prêmios e honrarias
- Bolsista Guggenheim (1962–63)
- Membro da Academia Nacional de Ciências dos Estados Unidos (1984)[1]
- Prêmio V. M. Goldschmidt da Geochemical Society (1989)
- Membro da Academia de Artes e Ciências dos Estados Unidos (1992)[2]
- Medalha Maurice Ewing da União de Geofísica dos Estados Unidos (1997)
- Medalha Wollaston da Sociedade Geológica de Londres (1998)[3]

## Obras
- Oceans. Prentice-Hall, 2ª Edição 1976
- Chemistry of the Earth. Holt, 1972
- Man and the Ocean. Prentice-Hall, 1973 (com B.J. Skinner)
- Oceanography. Holt, 1978 (com C.L. Drake, J. Imbrie e J. Knauss)
- Global Environmental Change. Prentice-Hall, 1996